# Luchthaven van Turku
De luchthaven van Turku (Fins: Turun lentoasema; Zweeds: Åbo flygplats) is een commerciële luchthaven die zich 8 km ten noorden van de Finse stad Turku bevindt. Het vliegveld was in 2012 het op drie na drukste vliegveld, op basis van passagiersaantallen, in Finland en het op een na meest gebruikt vliegveld voor goederenvervoer. Het wordt beheerd door het Finse staatsbedrijf Finavia.
In 2016 waren er 3.556 landingen en verwerkte de luchthaven 324.077 passagiers.